# National League South 2019-2020
La National League South 2019-2020 è stata la 16ª edizione della seconda serie della National League. Rappresenta, insiema alla National League North, il sesto livello del calcio inglese ed il secondo del sistema "non-league". 
In seguito all'emergenza sanitaria provocata dalla pandemia COVID-19, la National League, il 16 marzo 2020, ha deliberato la sospensione del campionato, in un primo momento fino al 3 aprile 2020 ed infine, il 31 marzo 2020, i club aderenti alla lega hanno votato per la chiusura definitiva della stagione. Il 17 giugno 2020, in una nuova votazione che ha visto coinvolte le società, è stato deciso di utilizzare la media punti, come criterio per la determinazione della classifica finale della competizione.
Il 1 luglio 2020, la Premier League ha stanziato 200.000 sterline in favore dei club della National League, grazie al quale è stato possibile disputare i play off.

## Squadre partecipanti
| Squadra                    | Città                         | Stagione precedente                                             |
| -------------------------- | ----------------------------- | --------------------------------------------------------------- |
| Bath City                  | Bath                          | 5º posto in National League South                               |
| Billericay Town            | Billericay                    | 8º posto in National League South                               |
| Braintree Town             | Braintree                     | 23º posto in National League, retrocesso                        |
| Chelmsford City            | Chelmsford                    | 4º posto in National League South                               |
| Chippenham Town            | Chippenham                    | 13º posto in National League South                              |
| Concord Rangers            | Canvey Island                 | 6º posto in National League South                               |
| Dartford                   | Dartford                      | 10º posto in National League South                              |
| Dorking Wanderers          | Dorking                       | 1º posto in Isthmian League Premier Division, promosso          |
| Dulwich Hamlet             | Londra (Dulwich)              | 14º posto in National League South                              |
| Eastbourne Borough         | Eastbourne                    | 18º posto in National League South                              |
| Hampton & Richmond Borough | Londra (Richmond upon Thames) | 15º posto in National League South                              |
| Havant & Waterlooville     | Havant                        | 22º posto in National League, retrocesso                        |
| Hemel Hempstead Town       | Hemel Hempstead               | 16º posto in National League South                              |
| Hungerford Town            | Hungerford                    | 19º posto in National League South                              |
| Maidstone United           | Maidstone                     | 24º posto in National League, retrocesso                        |
| Oxford City                | Marston (Oxford)              | 12º posto in National League South                              |
| Slough Town                | Slough                        | 11º posto in National League South                              |
| St Albans City             | St Albans                     | 9º posto in National League South                               |
| Tonbridge Angels           | Tonbridge                     | 4º posto in Isthmian League Premier Division, promosso          |
| Wealdstone                 | Londra (Ruislip)              | 7º posto in National League South                               |
| Welling United             | Londra (Bexley)               | 3º posto in National League South                               |
| Weymouth                   | Weymouth                      | 1º posto in Southern Football League Premier Division, promosso |

## Classifica finale
Nota: a seguito della conclusione anticipata del torneo, la classifica tiene conto della media punti per partite disputate.
|  | Pos. | Squadra                | MP   | Pt | G  | V  | N  | P  | GF | GS | DR  |
|  | ---- | ---------------------- | ---- | -- | -- | -- | -- | -- | -- | -- | --- |
|  | 1    | Wealdstone             | 2,12 | 70 | 33 | 22 | 4  | 7  | 69 | 35 | +34 |
|  | 2    | Havant & Waterlooville | 1,97 | 67 | 34 | 19 | 10 | 5  | 64 | 37 | +27 |
|  | 3    | Weymouth               | 1,80 | 63 | 35 | 17 | 12 | 6  | 60 | 35 | +25 |
|  | 4    | Bath City              | 1,80 | 63 | 35 | 18 | 9  | 8  | 50 | 37 | +13 |
|  | 5    | Slough Town            | 1,71 | 60 | 35 | 17 | 9  | 9  | 51 | 38 | +13 |
|  | 6    | Dartford               | 1,65 | 56 | 34 | 16 | 8  | 10 | 60 | 46 | +14 |
|  | 7    | Dorking Wanderers      | 1,43 | 50 | 35 | 14 | 8  | 13 | 58 | 56 | +2  |
|  | 8    | Hampton & Richmond     | 1,42 | 47 | 33 | 14 | 5  | 14 | 51 | 50 | +1  |
|  | 9    | Maidstone Utd          | 1,36 | 45 | 33 | 12 | 9  | 12 | 48 | 44 | +4  |
|  | 10   | Chelmsford City        | 1,29 | 44 | 34 | 11 | 11 | 12 | 55 | 56 | -1  |
|  | 11   | Hemel H. Town          | 1,29 | 44 | 34 | 12 | 8  | 14 | 36 | 43 | -7  |
|  | 12   | Welling Utd            | 1,24 | 42 | 34 | 12 | 6  | 16 | 38 | 46 | -8  |
|  | 13   | Oxford City            | 1,24 | 42 | 34 | 11 | 9  | 14 | 47 | 60 | -13 |
|  | 14   | Chippenham Town        | 1.20 | 42 | 35 | 10 | 12 | 13 | 39 | 45 | -6  |
|  | 15   | Tonbridge Angels       | 1,16 | 36 | 31 | 9  | 9  | 13 | 46 | 54 | -8  |
|  | 16   | Concord Rangers        | 1,16 | 37 | 32 | 10 | 7  | 15 | 44 | 48 | -4  |
|  | 17   | Billericay Town        | 1,16 | 37 | 32 | 8  | 13 | 11 | 46 | 55 | -9  |
|  | 18   | Eastbourne Borough     | 1,15 | 38 | 33 | 8  | 14 | 11 | 38 | 54 | -16 |
|  | 19   | Dulwich Hamlet         | 1,06 | 37 | 35 | 9  | 10 | 16 | 51 | 50 | +1  |
|  | 20   | St Albans City         | 1,06 | 37 | 35 | 9  | 10 | 16 | 41 | 54 | -13 |
|  | 21   | Braintree Town         | 1,00 | 35 | 35 | 10 | 5  | 20 | 44 | 67 | -23 |
|  | 22   | Hungerford Town        | 0,85 | 28 | 33 | 8  | 4  | 21 | 38 | 64 | -26 |

Legenda:
      Promosso in National League 2020-2021.
  Ammesso ai play-off.
Regolamento:
Tre punti a vittoria, uno a pareggio, zero a sconfitta.
In caso di arrivo di due o più squadre a pari punti, la graduatoria viene stilata secondo i seguenti criteri:
- differenza reti
- maggior numero di gol segnati

Note:

Nessuna retrocessione in seguito alla chiusura anticipata del campionato.

## Spareggi

### Play-off

#### Tabellone
|  | Quarti di finale | Quarti di finale  | Quarti di finale |                   |                    | Semifinali         | Semifinali             | Semifinali |  |  | Finale | Finale | Finale |  |
|  |                  |                   |                  |                   |                    |                    |                        |            |  |  |        |        |        |  |
|  |                  |                   |                  |                   |                    | 2                  | Havant & Waterlooville | 1          |  |  |        |        |        |  |
|  |                  |                   |                  |                   |                    | 2                  | Havant & Waterlooville | 1          |  |  |        |        |        |  |
|  |                  |                   |                  | Dartford          | 2                  |                    |                        |            |  |  |        |        |        |  |
|  | 5                | Slough Town       | 0                | Dartford          | 2                  |                    |                        |            |  |  |        |        |        |  |
|  | 5                | Slough Town       | 0                |                   |                    |                    |                        |            |  |  |        |        |        |  |
|  | 6                | Dartford          | 3                |                   |                    |                    |                        |            |  |  |        |        |        |  |
|  | 6                | Dartford          | 3                |                   | Weymouth (3-0 dcr) | Weymouth (3-0 dcr) | 0                      |            |  |  |        |        |        |  |
|  |                  |                   |                  |                   |                    |                    |                        |            |  |  |        |        |        |  |
|  |                  |                   | Dartford         | Dartford          | 0                  |                    |                        |            |  |  |        |        |        |  |
|  |                  |                   |                  | Dartford          | 0                  |                    |                        |            |  |  |        |        |        |  |
|  |                  |                   |                  |                   |                    |                    |                        |            |  |  |        |        |        |  |
|  |                  |                   |                  |                   |                    |                    |                        |            |  |  |        |        |        |  |
|  |                  | 3                 | Weymouth         | 3                 |                    |                    |                        |            |  |  |        |        |        |  |
|  |                  |                   |                  | 3                 |                    |                    |                        |            |  |  |        |        |        |  |
|  |                  |                   |                  | Dorking Wanderers | 2                  |                    |                        |            |  |  |        |        |        |  |
|  | 4                | Bath City         | 1                | Dorking Wanderers | 2                  |                    |                        |            |  |  |        |        |        |  |
|  | 4                | Bath City         | 1                |                   |                    |                    |                        |            |  |  |        |        |        |  |
|  | 7                | Dorking Wanderers | 2                |                   |                    |                    |                        |            |  |  |        |        |        |  |